# The Facts of Life Down Under
The Facts of Life Down Under ist eine aus dem Jahr 1987 stammende Filmkomödie, die auf der Sitcom The Facts of Life basiert, welche die Hauptcharaktere vorstellt. Dies ist der zweite Film, der für die Filmserie gemacht wurde, nach The Facts if Life Goes to Paris (1982). Er wurde ursprünglich auf NBC am 15. Februar 1987 zwischen der 17. und 18. Folge der achten Staffel von 1986–87 von The Facts of Life ausgestrahlt. Der Film wurde später in vier einzelne, halbstündige Episoden aufgeteilt, als die Serie in den Verleih ging.

## Zusammenfassung
Beverly Ann, Blair, Jo, Natalie, Tootie und Andy fliegen zusammen nach Sydney, Australien, um sich mit Miss Carstairs (Barbara-Jane Cole) und den Schülerinnen der Koolunga-Schule zu treffen. Dies ist die Schwesternschule, in der sie an einem kulturellen Austausch teilnehmen.
Blair und Jo werden in einen Juwelendiebstahl verwickelt und von zwei Männern verfolgt, die behaupten, sie wären Polizisten und die Jo und Blair beschuldigen, die Kriminellen zu sein. Jo und Blair legen die Juwelen in Natalies Tasche, die gerade mit Tootie auf Entdeckungsreise ist. Währenddessen überzeugt Andy Beverly Ann eine Schafszucht zu besuchen, die ihrem Exfreund Roger (Noel Trevarthen) gehört. Während ihres Aufenthalts entdecken Roger und Beverly Ann ihre alten Gefühle langsam wieder und Roger zeigt Andy die Grundlagen der Schafszucht.
Währenddessen erkundet Natalie das große Outback mit einem Viehzüchter namens Ren (Andres McKaige), und Tootie sieht sich die alten Höhlen mit einem gut aussehenden amerikanischen Anthropologen (Mario Van Peebles) an, der sie denken lässt, er wäre ein Aborigine. Blair und Jo entkommen den Juwelendieben und kommen an der  Schwesternschule an, wo sie hoffen auf Natalie mit dem Juwel zu treffen. Natalie gibt zu, dass Ren die wertlos aussehenden Steine aus dem Helikopter geworfen hat und die Diebe verhaftet wurden. Die Mädchen sind alle über die Abenteuer überrascht, die sie sich gegenseitig zu erzählen haben, und Beverly Ann erklärt, dass sie nicht bei Roger, sondern bei ihrer „neuen Familie“ bleibt.